# Кубицкий, Януш (актёр)
Я́нуш Куби́цкий (пол. Janusz Kubicki; 27 мая 1931 — 26 ноября 2014) — польский актёр театра, кино и телевидения.

## Биография
Януш Кубицкий родился в Иновроцлаве. Актёрское образование получил в Киношколе в Лодзи, которую окончил в 1957 году. Дебютировал в театре в 1957 г. Актёр лодзинских театров (Новый театр в Лодзи, Всеобщий театр в Лодзи). Выступал также в спектаклях «театра телевидения» с 1962 года.

## Избранная фильмография
- 1966 — Дон Габриэль / Don Gabriel
- 1968 — Ставка больше, чем жизнь / Stawka większa niż życie (только во 2-й серии)
- 1972 — Стеклянный шар / Szklana kula
- 1977 — Палас-отель / Palace Hotel
- 1977 — Кукла / Lalka (только в 4-й серии)
- 1978 — Жизнь, полная риска / Życie na gorąco (только в 1-й серии)
- 1979 — Отец королевы / Ojciec królowej
- 1981 — Ва-банк / Vabank
- 1984 — Ва-банк 2 / Vabank II czyli riposta

## Признание
- 1971 — Заслуженный деятель культуры Польши.
- 1975 — Золотой Крест Заслуги.